# 栗原玲児
栗原 玲児（くりはら れいじ、1933年8月16日 -  2019年8月3日）は、日本の実業家。元タレント、キャスター、司会者、政治活動家。妻は料理研究家の栗原はるみ、娘は料理家の栗原友、息子は料理研究家の栗原心平。

## 経歴

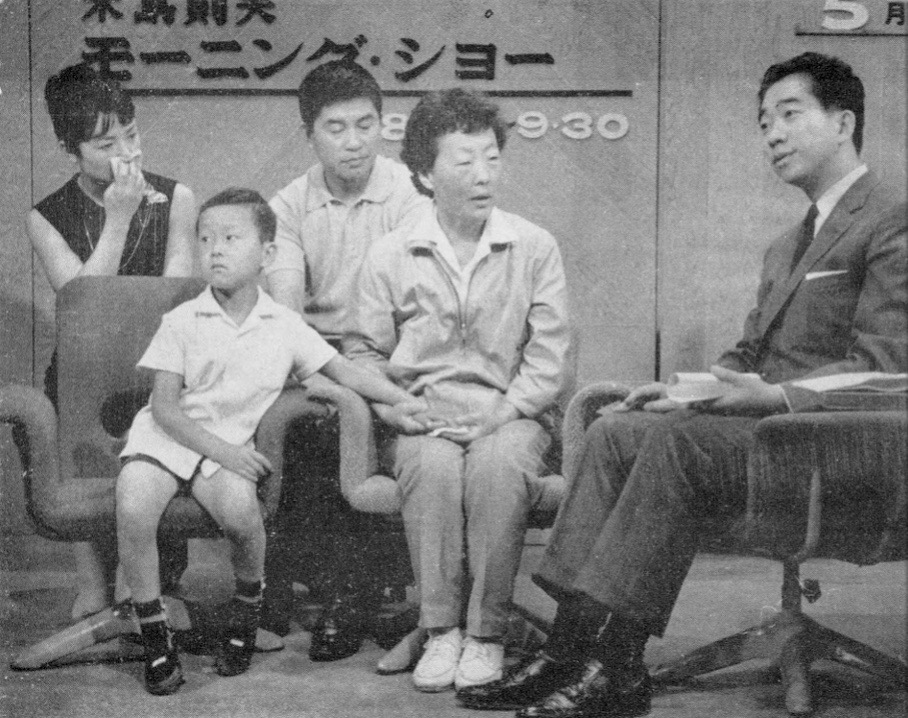
1964年5月28日放映の『木島則夫モーニングショー』。左から、サブ司会者の井上加寿子、韓国の福祉活動家の望月カズの養子、サブ司会者の栗原、望月カズ、総合司会の木島則夫。

聖学院高等学校及び慶應義塾大学文学部中国文学科を卒業。聖学院高等学校では生徒会長を務めていたこともある。
NETテレビ（現テレビ朝日）の『モーニングショー』のサブ司会者、『スター千一夜』（フジテレビ）のインタビュアーをはじめ、バラエティーやインタビュー番組の司会者として活躍。
坂本スミ子と結婚するも1966年に離婚。1973年に栗原はるみと2度目の結婚。それ以後は、芸能界の第一線を退いた。
妻のはるみに「社会に出てみなさい」とアドバイスし、料理研究家として世に出るように背中を押したのは夫の玲児であった。
『モーニングショー』のメイン司会者であった木島則夫が1971年の第9回参議院議員通常選挙に当選したが、これに続く形で栗原も1974年の第10回参議院議員通常選挙に木島と同様に民社党公認で東京都選挙区から立候補したが、6位で落選。以降は国政選挙への立候補は行っていない。
その後は、第一線を離れて以後は妻のはるみと共に「株式会社ゆとりの空間」を主宰し、取締役となった（代表者が妻の栗原はるみと息子の栗原心平となっている）。
2019年8月3日、肺がんのため85歳で死去した。

## 人物
オートバイ好き、ツーリング好きとしても知られ、川崎重工業（カワサキ）のZIIなど大型バイクを愛車としていた。エピソードとして、妻と喧嘩をした際に「バイクと一緒に寝たら」と言われた事があるという。

## 過去の主な出演番組
テレビ
| 期間         | 期間         | 番組名                                               | 役職     |
| ------------ | ------------ | ---------------------------------------------------- | -------- |
| 1964年4月    | 時期不明     | モーニングショー（日本教育テレビ（NET）→テレビ朝日） | サブ司会 |
| 1966年       | 1969年       | スター千一夜（フジテレビ）                           | 司会     |
| 1970年4月    | 1973年3月    | 栗原玲児・土曜焦点（札幌テレビ）                     | 司会     |
| 放送期間不明 | 放送期間不明 | 栗原玲児の土曜8時半です（瀬戸内海放送）              | 司会     |
| 放送期間不明 | 放送期間不明 | 栗原玲児の土曜プラザ（瀬戸内海放送）                 | 司会     |

ラジオ
- ラジオ関西の若いおとな!エンジョイヤング!（ラジオ関西）